# Kvalspelet till afrikanska mästerskapet i fotboll 2012
Kvalspelet till afrikanska mästerskapet i fotboll för herrar 2012 hade 44 anmälda afrikanska nationer som kämpade om 14 platser till slutspelet 21 januari–12 februari 2012 dit värdländerna Gabon och Ekvatorialguinea var direktkvalificerade. Lagen delades in i elva kvalgrupper med vardera fyra lag. Togo, som först var uteslutet från deltagande, lades i efterhand till i grupp K vilket gjorde att denna grupp fick fem lag och turneringen totalt 45 lag.
Kvalificerade för slutspelet var det vinnande laget i varje grupp, tvåan i grupp K samt de två bästa tvåorna i övriga grupper.

## Kvalificerade länder

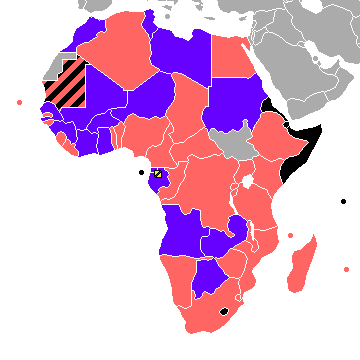
Kvalificerad
Kvalificerades ej
Deltog ej
Icke medlem i CAF

| Nation           | Kvalificerad som   | Kvalificeringsdatum | Tidigare deltaganden                                                                                            |
| ---------------- | ------------------ | ------------------- | --- |
| Gabon            | Värdland           | 29 juli 2007        | 4 (1994, 1996, 2000, 2010)                                                                                      |
| Ekvatorialguinea | Värdland           | 29 juli 2007        | 0 (debut) |
| Botswana         | Vinnare av grupp K | 26 mars 2011        | 0 (debut) |
| Elfenbenskusten  | Vinnare av grupp H | 5 juni 2011         | 18 (1965, 1968, 1970, 1974, 1980, 1984, 1986, 1988, 1990, 1992, 1994, 1996, 1998, 2000, 2002, 2006, 2008, 2010) |
| Burkina Faso     | Vinnare av grupp F | 3 september 2011    | 7 (1978, 1996, 1998, 2000, 2002, 2004, 2010)                                                                    |
| Senegal          | Vinnare av grupp E | 3 september 2011    | 11 (1965, 1968, 1986, 1990, 1992, 1994, 2000, 2002, 2004, 2006, 2008)                                           |
| Ghana            | Vinnare av grupp I | 8 oktober 2011      | 17 (1963, 1965, 1968, 1970, 1978, 1980, 1982, 1984, 1992, 1994, 1996, 1998, 2000, 2002, 2006, 2008, 2010)       |
| Guinea           | Vinnare av grupp B | 8 oktober 2011      | 10 (1970, 1974, 1976, 1980, 1984, 1994, 1998, 2004, 2006, 2008)                                                 |
| Zambia           | Vinnare av grupp C | 8 oktober 2011      | 14 (1974, 1978, 1982, 1986, 1990, 1992, 1994, 1996, 1998, 2000, 2002, 2006, 2008, 2010)                         |
| Libyen           | Bästa grupptvåa    | 8 oktober 2011      | 2 (1982, 2006)                                                                                                  |
| Angola           | Vinnare av grupp J | 8 oktober 2011      | 5 (1996, 1998, 2006, 2008, 2010)                                                                                |
| Tunisien         | Tvåa i grupp K     | 8 oktober 2011      | 14 (1962, 1963, 1965, 1978, 1982, 1994, 1996, 1998, 2000, 2002, 2004, 2006, 2008, 2010)                         |
| Mali             | Vinnare av grupp A | 8 oktober 2011      | 6 (1972, 1994, 2002, 2004, 2008, 2010)                                                                          |
| Niger            | Vinnare av grupp G | 8 oktober 2011      | 0 (debut) |
| Marocko          | Vinnare av grupp D | 9 oktober 2011      | 13 (1972, 1976, 1978, 1980, 1986, 1988, 1992, 1998, 2000, 2002, 2004, 2006, 2008)                               |
| Sudan            | Bästa grupptvåa    | 9 oktober 2011      | 7 (1957, 1959, 1963, 1970, 1972, 1976, 2008)                                                                    |

## Lottning
Lottningen ägde rum den 20 februari 2010. Den hölls i Lubumbashi i Demokratiska republiken Kongo, där CAF:s supercup hölls den 21 februari 2010. De 11 lagen i pott 1 valdes baserat på deras ranking efter den 27:e upplagan av tävlingen som hölls i Angola 2010. Resten av lagen baserades på sin ranking enligt den senaste FIFA-rankingen.
| Pott 1 | Pott 2 | Pott 3 | Pott 4 |
| --- | --- | --- | --- |
| Egypten · Ghana · Nigeria · Algeriet · Kamerun · Angola · Zambia · Elfenbenskusten · Burkina Faso · Mali · Tunisien | Marocko · Benin · Uganda · Sydafrika · Malawi · Moçambique · Guinea · Senegal · Gambia · Kap Verde · Kongo-Brazzaville | Rwanda · Tanzania · Sudan · Namibia · Kongo-Kinshasa · Kenya · Libyen · Zimbabwe · Botswana · Etiopien · Sierra Leone | Swaziland · Tchad · Burundi · Madagaskar · Liberia · Niger · Komorerna · Mauritius · Mauretanien · Centralafrikanska republiken · Guinea-Bissau |

## Togo uteslutna – och tillbaka igen
- Togo uteslöts från de afrikanska mästerskapen år 2012 och 2013 eftersom de drog sig ur 2010 års tävling efter en dödlig attack mot deras spelarbuss.[5] Togo överklagade till idrottens skiljedomstol, där FIFA-presidenten Sepp Blatter gick in för att medla. Förbudet hävdes kort därefter och togs i verket den 14 maj 2010 efter ett möte med CAF:s exekutiva kommitté. Togo var därefter fria att spela i både 2012- och 2013 års upplagor av tävlingen.[6]

## Kvalgrupper
| Färgförklaring |
| --- |
| Samtliga gruppvinnare, tvåan i grupp K och de två bästa grupptvåorna från samtliga andra grupper kvalificerade sig till slutspelet |

### Grupp A
| Lag       | S | V | O | F | GM | IM | MS | P  |
| --------- | - | - | - | - | -- | -- | -- | -- |
| Mali      | 6 | 3 | 1 | 2 | 9  | 6  | +3 | 10 |
| Kap Verde | 6 | 3 | 1 | 2 | 7  | 7  | 0  | 10 |
| Zimbabwe  | 6 | 2 | 2 | 2 | 7  | 5  | +2 | 8  |
| Liberia   | 6 | 1 | 2 | 3 | 7  | 12 | −5 | 5  |

| Hemma \ Borta | Kap Verde | Liberia | Mali | Zimbabwe |
| Kap Verde     | —         | 4–2     | 1–0  | 2–1      |
| Liberia       | 1–0       | —       | 2–2  | 1–1      |
| Mali          | 3–0       | 2–1     | —    | 1–0      |
| Zimbabwe      | 0–0       | 3–0     | 2–1  | —        |

Mali och Kap Verde rankades efter inbördes möten:
| Lag       | S | V | O | F | GM | IM | MS | P |
| --------- | - | - | - | - | -- | -- | -- | - |
| Mali      | 2 | 1 | 0 | 1 | 3  | 1  | +2 | 3 |
| Kap Verde | 2 | 1 | 0 | 1 | 1  | 3  | −2 | 3 |

### Grupp B
| Lag        | S | V | O | F | GM | IM | MS  | P  |
| ---------- | - | - | - | - | -- | -- | --- | -- |
| Guinea     | 6 | 4 | 2 | 0 | 13 | 5  | +8  | 14 |
| Nigeria    | 6 | 3 | 2 | 1 | 12 | 5  | +7  | 11 |
| Etiopien   | 6 | 2 | 1 | 3 | 8  | 13 | −5  | 7  |
| Madagaskar | 6 | 0 | 1 | 5 | 4  | 14 | −10 | 1  |

| Hemma \ Borta | Etiopien | Guinea | Madagaskar | Nigeria |
| Etiopien      | —        | 1–4    | 4–2        | 2–2     |
| Guinea        | 1–0      | —      | 4–1        | 1–0     |
| Madagaskar    | 0–1      | 1–1    | —          | 1–2     |
| Nigeria       | 4–0      | 2–2    | 2–0        | —       |

### Grupp C
| Lag        | S | V | O | F | GM | IM | MS  | P  |
| ---------- | - | - | - | - | -- | -- | --- | -- |
| Zambia     | 6 | 4 | 1 | 1 | 11 | 2  | +9  | 13 |
| Libyen     | 6 | 3 | 3 | 0 | 6  | 1  | +5  | 12 |
| Moçambique | 6 | 2 | 1 | 3 | 4  | 6  | −2  | 7  |
| Komorerna  | 6 | 0 | 1 | 5 | 2  | 14 | −12 | 1  |

| Hemma \ Borta | Komorerna | Libyen | Moçambique | Zambia |
| Komorerna     | —         | 1–1    | 0–1        | 1–2    |
| Libyen        | 3–0       | —      | 1–0        | 1–0    |
| Moçambique    | 3–0       | 0–0    | —          | 0–2    |
| Zambia        | 4–0       | 0–0    | 3–0        | —      |

### Grupp D
| Lag                          | S | V | O | F | GM | IM | MS | P  |
| ---------------------------- | - | - | - | - | -- | -- | -- | -- |
| Marocko                      | 6 | 3 | 2 | 1 | 8  | 2  | +6 | 11 |
| Centralafrikanska republiken | 6 | 2 | 2 | 2 | 5  | 5  | 0  | 8  |
| Algeriet                     | 6 | 2 | 2 | 2 | 5  | 8  | −3 | 8  |
| Tanzania                     | 6 | 1 | 2 | 3 | 6  | 9  | −3 | 5  |

| Hemma \ Borta                | Algeriet | Centralafrikanska republiken | Marocko | Tanzania |
| Algeriet                     | —        | 2–0                          | 1–0     | 1–1      |
| Centralafrikanska republiken | 2–0      | —                            | 0–0     | 2–1      |
| Marocko                      | 4–0      | 0–0                          | —       | 3–1      |
| Tanzania                     | 1–1      | 2–1                          | 0–1     | —        |

Centralafrikanska republiken och Algeriet rankades efter inbördes möten men eftersom de inte gick att sära åt rankades de till slut efter den totala målskillnaden.
| Lag                          | S | V | O | F | GM | IM | MS | P |
| ---------------------------- | - | - | - | - | -- | -- | -- | - |
| Centralafrikanska republiken | 2 | 1 | 0 | 1 | 2  | 2  | 0  | 3 |
| Algeriet                     | 2 | 1 | 0 | 1 | 2  | 2  | 0  | 3 |

### Grupp E
| Lag            | S | V | O | F | GM | IM | MS  | P  |
| -------------- | - | - | - | - | -- | -- | --- | -- |
| Senegal        | 6 | 5 | 1 | 0 | 16 | 2  | +14 | 16 |
| Kamerun        | 6 | 3 | 2 | 1 | 12 | 5  | +7  | 11 |
| Kongo-Kinshasa | 6 | 2 | 1 | 3 | 10 | 11 | −1  | 7  |
| Mauritius      | 6 | 0 | 0 | 6 | 2  | 22 | −20 | 0  |

| Hemma \ Borta  | Kongo-Kinshasa | Kamerun | Mauritius | Senegal |
| Kongo-Kinshasa | —              | 2–3     | 3–0       | 2–4     |
| Kamerun        | 1–1            | —       | 5–0       | 0–0     |
| Mauritius      | 1–2            | 1–3     | —         | 0–2     |
| Senegal        | 2–0            | 1–0     | 7–0       | —       |

### Grupp F
| Lag          | S | V | O | F | GM | IM | MS | P  |
| ------------ | - | - | - | - | -- | -- | -- | -- |
| Burkina Faso | 4 | 3 | 1 | 0 | 12 | 3  | +9 | 10 |
| Gambia       | 4 | 1 | 1 | 2 | 5  | 6  | −1 | 4  |
| Namibia      | 4 | 1 | 0 | 3 | 3  | 11 | −8 | 3  |
| Mauretanien  | 0 | 0 | 0 | 0 | 0  | 0  | 0  | 0  |

| Hemma \ Borta | Burkina Faso | Gambia | Namibia |
| Burkina Faso  | —            | 3–1    | 4–0     |
| Gambia        | 1–1          | —      | 3–1     |
| Namibia       | 1–4          | 1–0    | —       |

Mauretanien drog sig ur innan spelet hade hunnit börja.

### Grupp G
| Lag          | S | V | O | F | GM | IM | MS | P |
| ------------ | - | - | - | - | -- | -- | -- | - |
| Niger        | 6 | 3 | 0 | 3 | 6  | 8  | −2 | 9 |
| Sydafrika    | 6 | 2 | 3 | 1 | 4  | 2  | +2 | 9 |
| Sierra Leone | 6 | 2 | 3 | 1 | 5  | 5  | 0  | 9 |
| Egypten      | 6 | 1 | 2 | 3 | 5  | 5  | 0  | 5 |

| Hemma \ Borta | Egypten | Niger | Sierra Leone | Sydafrika |
| Egypten       | —       | 3–0   | 1–1          | 0–0       |
| Niger         | 1–0     | —     | 3–1          | 2–1       |
| Sierra Leone  | 2–1     | 1–0   | —            | 0–0       |
| Sydafrika     | 1–0     | 2–0   | 0–0          | —         |

Niger, Sydafrika och Sierra Leone rankades efter inbördes möten:
| Lag          | S | V | O | F | GM | IM | MS | P |
| ------------ | - | - | - | - | -- | -- | -- | - |
| Niger        | 4 | 2 | 0 | 2 | 5  | 5  | 0  | 6 |
| Sydafrika    | 4 | 1 | 2 | 1 | 3  | 2  | +1 | 5 |
| Sierra Leone | 4 | 1 | 2 | 1 | 2  | 3  | −1 | 5 |

### Grupp H
| Lag             | S | V | O | F | GM | IM | MS  | P  |
| --------------- | - | - | - | - | -- | -- | --- | -- |
| Elfenbenskusten | 6 | 6 | 0 | 0 | 19 | 4  | +15 | 18 |
| Rwanda          | 6 | 2 | 0 | 4 | 5  | 15 | −10 | 6  |
| Burundi         | 6 | 1 | 2 | 3 | 7  | 9  | −2  | 5  |
| Benin           | 6 | 1 | 2 | 3 | 8  | 11 | −3  | 5  |

| Hemma \ Borta   | Benin | Burundi | Elfenbenskusten | Rwanda |
| Benin           | —     | 1–1     | 2–6             | 0–1    |
| Burundi         | 1–1   | —       | 0–1             | 3–1    |
| Elfenbenskusten | 2–1   | 2–1     | —               | 3–0    |
| Rwanda          | 0–3   | 3–1     | 0–5             | —      |

Burundi och Benin rankades efter inbördes möten men eftersom de inte gick att sära åt rankades de till slut efter den totala målskillnaden.
| Lag     | S | V | O | F | GM | IM | MS | P |
| ------- | - | - | - | - | -- | -- | -- | - |
| Burundi | 2 | 0 | 2 | 0 | 2  | 2  | 0  | 2 |
| Benin   | 2 | 0 | 2 | 0 | 2  | 2  | 0  | 2 |

### Grupp I
| Lag               | S | V | O | F | GM | IM | MS  | P  |
| ----------------- | - | - | - | - | -- | -- | --- | -- |
| Ghana             | 6 | 5 | 1 | 0 | 13 | 1  | +12 | 16 |
| Kongo-Brazzaville | 6 | 4 | 1 | 1 | 8  | 3  | +5  | 13 |
| Sudan             | 6 | 2 | 0 | 4 | 5  | 10 | −5  | 6  |
| Swaziland         | 6 | 0 | 0 | 6 | 2  | 14 | −12 | 0  |

| Hemma \ Borta     | Ghana | Kongo-Brazzaville | Sudan | Swaziland |
| Ghana             | —     | 3–1               | 0–0   | 2–0       |
| Kongo-Brazzaville | 0–3   | —                 | 0–1   | 3–1       |
| Sudan             | 0–2   | 2–0               | —     | 3–0       |
| Swaziland         | 0–3   | 0–1               | 1–2   | —         |

### Grupp J
| Lag           | S | V | O | F | GM | IM | MS | P  |
| ------------- | - | - | - | - | -- | -- | -- | -- |
| Angola        | 6 | 4 | 0 | 2 | 7  | 5  | +2 | 12 |
| Kenya         | 6 | 3 | 2 | 1 | 6  | 2  | +4 | 11 |
| Uganda        | 6 | 2 | 2 | 2 | 4  | 4  | 0  | 8  |
| Guinea-Bissau | 6 | 1 | 0 | 5 | 2  | 8  | −6 | 3  |

| Hemma \ Borta | Angola | Guinea-Bissau | Kenya | Uganda |
| Angola        | —      | 1–0           | 1–0   | 2–0    |
| Guinea-Bissau | 0–2    | —             | 1–0   | 0–1    |
| Kenya         | 2–1    | 2–1           | —     | 0–0    |
| Uganda        | 3–0    | 2–0           | 0–0   | —      |

### Grupp K
| Lag      | S | V | O | F | GM | IM | MS  | P  |
| -------- | - | - | - | - | -- | -- | --- | -- |
| Botswana | 8 | 5 | 2 | 1 | 7  | 3  | +4  | 17 |
| Tunisien | 8 | 4 | 2 | 2 | 14 | 6  | +8  | 14 |
| Malawi   | 8 | 2 | 6 | 0 | 13 | 8  | +5  | 12 |
| Togo     | 8 | 1 | 3 | 4 | 6  | 10 | −4  | 6  |
| Tchad    | 8 | 0 | 3 | 5 | 7  | 20 | −13 | 3  |

| Hemma \ Borta | Botswana | Malawi | Tchad | Togo | Tunisien |
| Botswana      | —        | 0–0    | 1–0   | 2–1  | 1–0      |
| Malawi        | 1–1      | —      | 6–2   | 1–0  | 0–0      |
| Tchad         | 0–1      | 2–2    | —     | 2–2  | 1–3      |
| Togo          | 1–0      | 1–1    | 0–0   | —    | 1–2      |
| Tunisien      | 0–1      | 2–2    | 5–0   | 2–0  | —        |

### Ranking av grupptvåor
De två bästa grupptvåorna i grupperna A – J kvalificerade sig till slutspelet.
| Grp | Team                         | S | V | O | F | GM | IM | MS | P |
| --- | ---------------------------- | - | - | - | - | -- | -- | -- | - |
| C   | Libyen                       | 4 | 2 | 2 | 0 | 2  | 0  | +2 | 8 |
| I   | Sudan                        | 4 | 2 | 1 | 1 | 3  | 2  | +1 | 7 |
| A   | Kap Verde                    | 4 | 2 | 1 | 1 | 3  | 4  | −1 | 7 |
| B   | Nigeria                      | 4 | 1 | 2 | 1 | 8  | 5  | +3 | 5 |
| G   | Sydafrika                    | 4 | 1 | 2 | 1 | 3  | 2  | +1 | 5 |
| J   | Uganda                       | 4 | 1 | 2 | 1 | 3  | 2  | +1 | 5 |
| E   | Kamerun                      | 4 | 1 | 2 | 1 | 4  | 4  | 0  | 5 |
| D   | Centralafrikanska republiken | 4 | 1 | 2 | 1 | 2  | 2  | 0  | 5 |
| F   | Gambia                       | 4 | 1 | 1 | 2 | 5  | 6  | −1 | 4 |
| H   | Rwanda                       | 4 | 1 | 0 | 3 | 4  | 12 | −8 | 3 |

## Målskyttar
Det gjordes totalt 327 mål på 130 matcher vilket ger ett snitt på 2,52 mål per match.
6 mål
| - Issam Jemâa |

5 mål
| - Jerome Ramatlhakwane | - Mamadou Niang |  |

4 mål
| - Manucho - Alain Traoré - Samuel Eto'o | - Didier Drogba - Cheick Diabaté - Papiss Cissé | - Moussa Sow - Knowledge Musona |

3 mål
| - Stéphane Sessègnon - Eric Choupo-Moting - Yves Diba Ilunga - Mulota Kabangu - Wilfried Bony | - Gervinho - Marwan Mohsen - Prince Tagoe - Essau Kanyenda | - Chiukepo Msowoya - Ikechukwu Uche - Christopher Katongo - Emmanuel Mayuka |

2 mål
| - Hassan Yebda - Séïdath Tchomogo - Didier Kayumbagu - Faty Papy - Moumouni Dagano - Matthew Mbuta - Héldon Ramos - Charlie Dopékoulouyen - Hilaire Momi - Marius Mbaiam - Ezechiel Ndouassel - Francky Sembolo - Salomon Kalou - Didier Konan Ya - Yaya Touré | - Fikru-Teferra Lemessa - Oumed Oukri - Saladin Said - Momodou Ceesay - Emmanuel Agyemang-Badu - Asamoah Gyan - Bobo Baldé - Ismaël Bangoura - Oumar Kalabane - Patrick Wleh - Robert Ng'ambi - Jonathan Bru - Marouane Chamakh - Tangeni Shipahu - Moussa Maâzou | - Victor Obinna - Peter Utaka - Joseph Yobo - Mohamed Bangura - Katlego Mphela - Mohamed Bashir - Muhamed Tahir - Shaban Nditi - Mbwana Samata - Backer Aloenouvo - Sapol Mani - Fahid Ben Khalfallah - David Obua - James Chamanga |

1 mål
| - Hamer Bouazza - Adlène Guedioura - Foued Kadir - Flávio - Sebastião Gilberto - Mateus - Guy Akpagba - Razak Omotoyossi - Mickaël Poté - Joel Mogorosi - Phenyo Mongala - Wilfried Balima - Aristide Bancé - Charles Kaboré - Jonathan Pitroipa - Abdou Razack Traoré - Dugary Ndabashinze - Selemani Ndikumana - Saidi Ntibazonkiza - Léonard Kweuke - Landry N'Guémo - Elvis Macedo Babanco - Odaïr Fortes - Ryan Mendes da Graça - Valdo - Fernando Varela - Vianney Mabidé - Karl Max Barthelemy - Leger Djime - Mahamat Labbo - Yousouf Mchangama - Abdoulaide Mzé Mbaba - Barel Mouko - Fabrice N'Guessi - Loris Nkolo - Dioko Kaluyituka - Déo Kanda - Lomana LuaLua - Zola Matumona - Emmanuel Eboué - Romaric - Kolo Touré - Mahmoud Fathalla - Mohamed Salah - Shimelis Bekele - Adane Girma - Mamadou Danso - Ousman Jallow - Omar Jawo - Sanna Nyassi | - Dominic Adiyiah - André Ayew - John Mensah - Sulley Muntari - Hans Sarpei - Isaac Vorsah - Mamadou Bah - Karamoko Cissé - Kévin Constant - Sadio Diallo - Ibrahima Traoré - Ibrahim Yattara - Kamil Zayatte - Basile de Carvalho - Dionísio - Mike Baraza - McDonald Mariga - Jamal Mohammed - Dennis Oliech - Francis Doe - Alsény Këïta - Sekou Oliseh - Theo Lewis Weeks - Dioh Williams - Ahmed Abdelkader - Rabee Allafi - Djamal Bindi - Ihaab Boussefi - Walid Elkhatroushi - Ahmed Sa'ad - Faed Arsène - Lalaina Nomenjanahary - Yvan Rajoarimanana - Jean José Razafimandimby - Davi Banda - Moses Chavula - Hellings Mwakasungula - Harry Nyirenda - Jimmy Zakazaka - Cédric Kanté - Abdou Traoré - Dramane Traoré - Mahamane Traoré - Oussama Assaidi - Mehdi Benatia - Mbark Boussoufa - Mounir El Hamdaoui - Youssouf Hadji - Adel Taarabt - Dário | - Domingues - Josemar - Maninho - Wilko Risser - Kamilou Daouda - Alhassane Issoufou - Dankwa Koffi - Issa Modibo Sidibé - Michael Eneramo - Obafemi Martins - Kalu Uche - Labama Bokota - Eric Gasana - Jean-Claude Iranzi - Mere Kagere - Elias Uzamukunda - Demba Ba - Dame N'Doye - Moustapha Bangura - Teteh Bangura - Sheriff Suma - Andile Jali - Bernard Parker - Bakri Almadina - Mudathir El Tahir - Galag - Ala'a Eldin Yousif - Darren Christie - Manqoba Kunene - Abdi Kassim - Jerson Tegete - Kondo Arimiyao - Serge Gakpé - Aymen Abdennour - Amine Chermiti - Oussama Darragi - Walid Hicheri - Saber Khelifa - Khaled Korbi - Geofrey Massa - Andrew Mwesigwa - Geoffrey Sserunkuma - Godfrey Walusimbi - Rainford Kalaba - Collins Mbesuma - Fwayo Tembo - Khama Billiat - Ovidy Karuru - Willard Katsande |

Självmål
| - Miala Nkulukutu (mot Kamerun) - Ben Teekloh (mot Mali) | - Joye Estazie (mot Senegal) | - Richard Gariseb (mot Burkina Faso) |